# Joram (Juda)

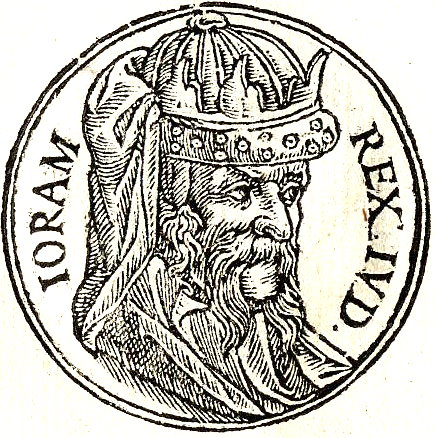
Joram aus „Promptuarii Iconum Insigniorum“

Joram war König von Juda; seine Regierungszeit wird auf 849–842 v. Chr. (Albright) bzw. 848–841 v. Chr. (Thiele) datiert.

## Etymologie
Der hebräische Name Joram wird im MT entweder יְהֹורָם jəhôrām oder (seltener) יוֹרָם jôrām geschrieben. Es handelt sich in beiden Fällen um Satznamen, deren Bedeutung abgesehen vom verschiedenen theophoren Element gleich ist. Das Subjekt (יְהֹו jəhô oder יֹו jô) ist JHWH, das Prädikat gehört zur Wurzel רום rwm „hoch sein“. Der Name bedeutet daher „JHWH ist erhaben“.

## Biblische Erzählung
Joram war der älteste Sohn und Nachfolger des Joschafat, der ihn bereits zu Lebzeiten zum Mitregenten gemacht hatte. Joram soll seine jüngeren Brüder Asarja, Jehiel, Sacharja, Asarja, Michael und Schepatja mit dem Schwert erschlagen haben. Er heiratete Atalja, die dem israelitischen Königshaus der Omriden entstammte. Trotz des Bündnisses mit Israel war Jorams Herrschaft durch Angriffe der Nachbarn gefährdet. Die Edomiter erhoben sich gegen ihn und Joram musste deren Unabhängigkeit anerkennen. Auch die Stadt Libna rebellierte, den Angaben in 2 Chr 21,10  zufolge, weil Joram sich gegen den JHWH-Glauben gewandt hatte. Elija habe dem König daraufhin Plagen und Krankheiten prophezeit. Wenig später seien dann Philister und Araber in Juda eingefallen, um den Königspalast zu plündern. Joram sei dann, wie von Elija geweissagt, unter schlimmen Qualen an einer Krankheit gestorben. Joram war der Vater von Ahasja, der sein Nachfolger wurde, und von Joscheba, die seinen Enkel Joasch rettete.